# Mardaíta
Los mardaítas o al-Jarajima (en siríaco: ܡܪ̈ܕܝܐ; en árabe: الجراجمة‎ / ALA-LC: al-Jarājimah; en griego: Μαρδαΐται) fueron un pueblo que habitaba las regiones altas de los montes Amanus. Los mardaítas fueron cristianos que seguían o bien el miafisismo o el monotelismo. Se conoce poco sobre su etnia, y se ha especulado con que podrían ser iranios o armenios. Su otro nombre en siriaco/árabe "Gargumaye"/"Jarajima" sugiere que algunos eran nativos de la ciudad de Jurjum en Cilicia. Aparentemente, se les unieron más adelante esclavos griegos y campesinos arameos durante su insurrección.

## Historia
Según algunos historiadores, tras la conquista musulmana de Siria por el Califato árabe, los mardaítas se mantuvieron semiindependientes en la región de los montes Amanus, también conocidos como montañas Nur, en la región de la frontera árabo-bizantina. Inicialmente acordaron servir como espías para los árabes y guardar la Puerta Amania, pero su lealtad fue intermitente y con frecuencia se pusieron del lado del Imperio Bizantino.
Según historiadores griegos y siriacos, su territorio se extendía desde el Amanus hasta la «ciudad sagrada», que se suele identificar con Jerusalén, aunque seguramente hiciera referencia a Kyrrhos, también llamada Hagioupolis, la capital de Cyrrhestica, en Siria septentrional.
Su número aumentó extraordinariamente ya que se asentaron con ellos millares de esclavos huidos; esto obligó al califa Muawiya, fundador del califato omeya a pagar tributo al emperador bizantino Constantino IV. El emperador Justiniano II envío a los mardaítas a correr Siria en los años 688 y 689; a sus fuerzas se unieron campesinos locales y esclavos y la expedición alcanzó el Líbano. Los omeyas se vieron obligados a firmar un nuevo tratado por el que pagarían a los bizantinos la mitad del tributo de Chipre, Armenia e Iberia a cambio de que Justiniano reubicara alrededor de doce mil mardaítas en la costa sur de Asia Menor, así como regiones griegas como Epiro y el Peloponeso, una de las medidas que aplicó para repoblar zonas diezmadas por conflictos anteriores. Fueron reclutados como remeros y marinos en la armada bizantina durante siglos. Otros, sin embargo, permanecieron en sus tierras de origen y continuaron con sus incursiones en los territorios musulmanes, hasta que su principal asentamiento cayó ante Maslamah ibn Abd al-Malik en el año 708. Maslamah los asentó entonces por toda Siria y, aunque les permitió mantener su fe, los reclutó en su ejército.

## Uso moderno
Algunos maronitas han reivindicado que los maronitas modernos tienen ascendentes mardaítas. La mayor parte de los historiadores rechazan no obstante este alegato.
El término fue adoptado por la Brigada Marada durante la guerra civil libanesa. 